# Pierszy Maj
Pierszy Maj (biał. Першы Май; ros. Первый Май, Pierwyj Maj) – wieś na Białorusi, w obwodzie witebskim, w rejonie dokszyckim, w sielsowiecie Biarozki. W 2009 roku liczyła 4 mieszkańców.